# لئونتین ساگان
لئونتین ساگان (مجاری: Leontine Sagan؛ ‏ ۱۳ فوریهٔ ۱۸۸۹ – ۲۰ مهٔ ۱۹۷۴) بازیگر و کارگردان فیلم اهل آفریقای جنوبی بود.

## فیلم شناسی
- دختران یونیفرم‌پوش